# Indigofera peltata
Indigofera peltata är en ärtväxtart som beskrevs av Jan Bevington Gillett. Indigofera peltata ingår i släktet indigosläktet, och familjen ärtväxter. Inga underarter finns listade i Catalogue of Life.